# Friendship (Schiffstyp)
Der Friendship Schiffstyp wurde in der zweiten Hälfte der 1970er Jahre von Algonquin International/G. T. R. Campbell in Zusammenarbeit mit der Bauwerft Ishikawajima-Harima Heavy Industries in Tokyo, Japan als Fortführung der außerordentlich erfolgreichen Liberty-Ersatzschiffstypen der F-Typen Baureihen Freedom und Fortune entwickelt.

## Geschichte
Der große Erfolg des seit 1968 produzierten Schiffstypen der "F"-Serien, insbesondere die Nachfrage nach den Einheiten des Typs Fortune auf dem Trampschiffs- und Bulk-Markt veranlassten Ishikawajima-Harima Heavy Industries und das Konstruktionsbüro Algonquin International, den Entwurf des größeren auf die Maße des Sankt-Lorenz-Seewegs zugeschnittenen Typs Fortune weiterzuentwickeln. Die Schiffe hatten fünf Laderäume und einem Rauminhalt von 30.500 m³ (Schüttgut) beziehungsweise 29.000 m³ (Stückgut). Anders als beim Fortune mit seinen rechteckigen neben dem Laderaum angeordneten Toppseitentanks wurde der Typ Friendship als Offenes Schiff mit einem besonders großen Decksöffnungsgrad von über 60 % ausgelegt. Zwei Laderäume waren besonders geeignet für die Aufnahme langer Güter. Der kleine Raum 3 war durch eine doppelte Außenhaut kastenförmig ausgelegt, um den Getreidetransport zu vereinfachen, er konnte auch als Ballastraum genutzt werden. Wahlweise konnten auch Einhängedecks für den Transport von KFZ geordert werden. Zwei fahrbare Gantrykräne mit jeweils 22 Tonnen Kapazität ersetzten das elektrohydraulische Ladegeschirr der Fortune-Schiffe. Die vielseitige Auslegung auf den Transport von Erzen, Massengütern, Holz und Halbfertigprodukten, aber auch von Containern, die einfach ausgelegte Bauform und die automatisierte Maschinenanlage ermöglichte einen Schiffsbetrieb mit einer Besatzung von nur 15 Seeleuten, was den eher kleine Reedereien mit beschränkten Mitteln den Betrieb vereinfachte. Der Fokus der Werft lag auf genau diesen kleinen Reedereien, für die zu jenem Zeitpunkt Neubauten eines aufwändigeren Schiffstyps nur schwer finanzierbar gewesen wären.
Wie schon bei den Vorgängertypen wurden die Schiffe dieses Typs ab 1977 vor allem an griechische Eigner übergeben. Bei Beginn der Produktion lag der Auftragsbestand schon bei 21 Einheiten. Es sollte monatlich ein Schiff vom Stapel laufen. Auch heute sind diese Schiffe vereinzelt noch anzutreffen, vor allem in Häfen Asiens und Südamerikas.